# Erricka Bridgeford

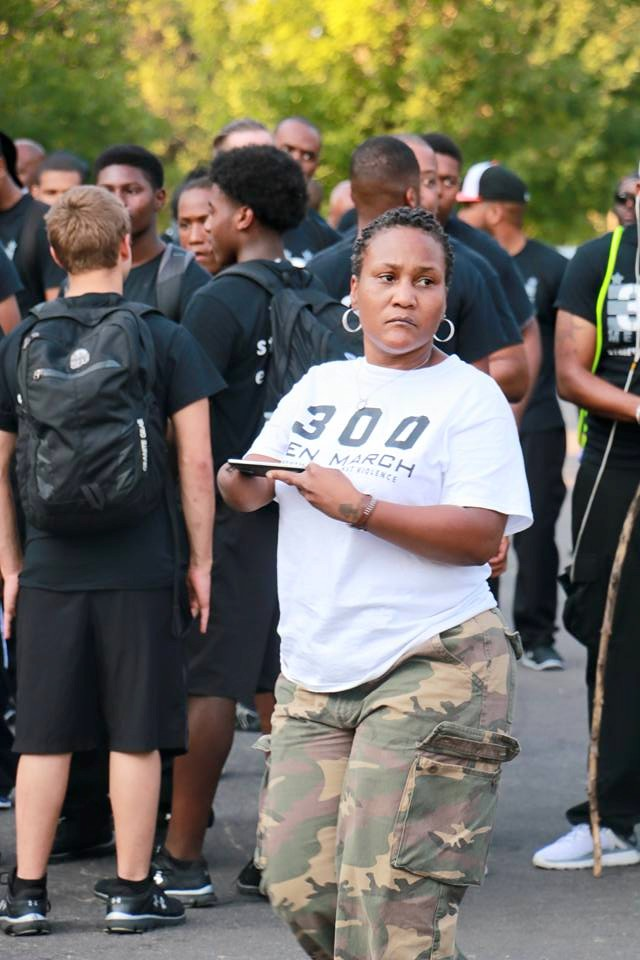
Erricka Bridgeford

Erricka Bridgeford é uma ativista afro-americana de Baltimore, Maryland, Estados Unidos. Ela trabalhou para que a pena de morte em Maryland fosse abolida em 2013, e fundou e co-organiza trimestralmente fins de semana de 72 horas “Ceasefire” (“Cessar-fogo”). Os fins de semana Ceasefire de Baltimore começaram em 2017, na esperança de reduzir a violência. Errika foi a Pessoa de Maryland do Ano em 2017 pelo Baltimore Sun.

## Início de vida
Bridgeford nasceu em 9 de outubro de 1972, a mais velha de quatro filhos. Ela cresceu em Normount Court, um conjunto habitacional em West Baltimore. Sua família era muito unida e seus pais, conforme ela disse em uma entrevista, serviam como pais de aluguel para outros jovens da vizinhança. A área era pobre, mas não era afligida pela violência até os anos 1980 e 90. Depois dessa época, ela perdeu um irmão, um filho adotivo, dois primos (que eram irmãos) e diversos amigos para a violência armada.
Como resultado de Síndrome da Brida Amniótica, Bridgeford nasceu sem a mão direita e com quatro dedos na mão esquerda.

## Carreira
Bridgeford começou sua carreira trabalhando para uma organização dedicada ao bem-estar infantil. Em 2001, ela fez treinamento como voluntária no Centro de Mediação Comunitária de Baltimore; dois meses depois ela foi contratada, e em 2002 tornou-se Diretora de Treinamento. Em 2005, Errika se tornou Diretora de Treinamento do Centro de Mediação Comunitária de Maryland, onde dava treinamento para os 18 centros de mediação de Maryland, bem como para agências e organizações estaduais. Em 2020, ela foi nomeada Diretora-Executiva do Centro de Mediação Comunitária de Baltimore.

## Ativismo
Bridgeford se envolveu com ativismo comunitário desde o final dos anos 1990. A morte do seu irmão David em 2007 a inspirou a se focar em acabar com a violência.

## Revogação da pena de morte
Bridgeford começou a advogar a revogação da pena de morte em Maryland em 2009. Juntamente com diversos outros sobreviventes de vítimas de homicídio, ela testemunhou ante os legisladores de Maryland, falou repetidamente à imprensa e compartilhou sua história pessoal em comícios e em outros eventos. Ela argumentava que a justiça não pode ser conseguida por meio da vingança, e que a pena de morte é uma forma de vingança: “Não é justiça para mim ter outro cadáver no lugar do cadáver do meu irmão”, ela disse numa entrevista. Bridgeford acreditava que a pena de morte só trazia mais dor e não honrava as vítimas. Ela sugeriu a um repórter da CBS que o dinheiro que Maryland economizaria ao revogar a pena de morte poderia ser usado para fornecer serviços às famílias das vítimas. O Senador Bobby Zirkin mais tarde citou o testemunho de sobreviventes de homicídios como Bridgeford como um fator relevante em sua decisão de apoiar a revogação. A pena de morte foi revogada em Maryland em 2013.

## Cessar-fogo 365 em Baltimore
A ideia para um fim de semana de cessar-fogo foi primeiro sugerida pelo artista de hip-hop Ogun, que estava trabalhando com Bridgeford em um comício para o grupo antiviolência 300 Men March (Marcha dos 300 Homens). Em 2017, com a taxa de assassinatos em Baltimore em ascensão, Bridgeford revisitou a ideia com Ogun e vários outros ativistas e começou a planejar. A ideia era ver se a comunidade poderia passar 72 horas sem um tiro, uma facada ou qualquer tipo de violência; seu lema era “Ninguém mata ninguém.” Além disso, o esforço mobilizou cidadãos para criar e participar de eventos que afirmassem a vida durante 72 horas, assim aceitando o Desafio da Paz de Baltimore.
O primeiro cessar-fogo aconteceu no primeiro fim de semana de agosto, e atraiu centenas de moradores para eventos e atividades comunitárias. O segundo cessar-fogo, em novembro, foi ainda maior. Os eventos incluíram torneios de basquete, uma turma de yoga, exposições artísticas, aulas de pintura, uma caminhada pela paz e um acampamento. Durante o evento de novembro de 2017, Tony Mason foi morto e, depois, o fim de semana prosseguiu por 48 horas sem tiros. Durante o terceiro cessar-fogo, em fevereiro de 2018, houve zero homicídio. Esse foi o primeiro fim de semana em 2018 em que nenhum residente de Baltimore foi morto. O cessar-fogo de fevereiro de 2018 também começou um período de 11,5 dias sem assassinatos em Baltimore. Essa foi a primeira vez em que a cidade teve esta experiência desde março de 2014  Bridgeport deu crédito a todos na cidade que tinham feito incansavelmente um bom trabalho por anos.
Quando ocorreram assassinatos durante os dois primeiros eventos, os moradores foram chamados para comparecer aos locais dos crimes para derramar luz e amor no espaço e na comunidade traumatizada. Isto começou uma outra campanha, “Não seja insensível”, que encoraja os moradores de Baltimore a notar quando pessoas são mortas, e lembrar que cada vida perdida é uma perda para todos de Baltimore. Isto também deu origem aos “Rituais dos Espaços Sagrados”, em que moradores vão aos locais de assassinatos para fazer deles chão sagrado.
Os esforços de Bridgeford iniciaram um movimento das pessoas comuns e “acordaram um sentimento de que o ciclo de matança pode ser quebrado e que o poder para isso repousa em nossas próprias mãos”. Ela foi considerada a Pessoa de Maryland do Ano por “trazer esperança a Baltimore em algumas de suas horas mais tristes”. Em 2020, pesquisa publicada pelo American Journal for Public Health mostrou que há uma redução estimada de 52% na violência armada durante os dias de cessar-fogo, e nenhuma evidência de efeito de postergação, nem nos três dias seguintes nem nos três fins de semana seguintes a cada fim de semana de cessar-fogo.

## Prêmios e distinções
- 2017: Pessoa de Maryland do Ano, Baltimore Sun[1]
- 2017: Prêmio Gloria Hertzfelt Unsung, Escritório da Promotoria Estadual em Baltimore
- 2017: Convite para falar no TED Talk[17]
- 2017: Pacificador do Ano, Centro de Mediação Comunitária de Baltimore[18]
- 2017: Melhor Pessoa de Baltimore, City Paper[19]
- 2015: Contribuição Voluntária Superior em Serviços às Vítimas, Escritório de Controle e Prevenção do Crime do Governo de Maryland[17]